# Union des journalistes de sport en France
 (avril 2013).
Si vous disposez d'ouvrages ou d'articles de référence ou si vous connaissez des sites web de qualité traitant du thème abordé ici, merci de compléter l'article en donnant les références utiles à sa vérifiabilité et en les liant à la section « Notes et références ».
L'UJSF a été créée le 18 janvier 1958 au cours d'une assemblée constituante dans un lieu parisien qui avait eu sa célébrité avant la loi Marthe Richard sous le nom de « One-Two-Two », au 122 rue de Provence.
Le titre « union syndicale des journalistes sportifs français » fut adopté en raison de la fusion, à cette occasion, du Syndicat de la Presse Sportive et du Tourisme présidé par Marcel Reichel avec l’Union Nationale des Journalistes Sportifs que Félix Lévitan avait constituée depuis un an.
L'UJSF a d'abord voulu constituer une force pour obtenir auprès des autorités sportives (fédérations, clubs, organisateurs) le respect de droits essentiels à l’accomplissement de la mission des journalistes (installation de lignes téléphoniques dans les stades, organisation des services et tribunes de presse, délivrance et contrôle des accréditations). Dans le même temps, l'UJSF avec le concours des syndicats de journalistes a fait reconnaître par les instances patronales la qualification de journalistes « spécialisés en sport ».
Cette reconnaissance d’abord acquise auprès de la presse de province ne le sera que dix ans plus tard dans la presse parisienne par assimilation avec le journalisme d'information. C'est en 2008, lors du Congrès de Paris, pour son cinquantenaire, que l'USJSF (Union Syndicale des Journalistes Sportifs de France) est devenue UJSF (Union des Journalistes de Sport en France).
L'Union des Journalistes de Sport en France est régie par la loi du 25 février 1927.
L'UJSF compte 3100 adhérents, tous journalistes sportifs professionnels, répartis dans 18 sections régionales.
L'Union est également initiatrice de rencontres sportives. C'est le cas, par exemple, du Trophée des Champions - ex-Challenge Gabriel Hanot de football, qui est coorganisé par l'UJSF et la Ligue professionnelle de football (LFP).

## Ses objectifs principaux
- La défense des droits et des intérêts généraux et particuliers, matériels et moraux de ses membres, ainsi que leur protection dans l’exercice de leur profession.
- Le respect des règles de bonne confraternité et de solidarité entre ses membres.
- Le resserrement des liens entre journalistes de sport français et étrangers.
- L'accomplissement de tous actes et démarches auprès des Pouvoirs publics et administratifs, des fédérations, sociétés, organisations sportives en vue d’obtenir, d'une part, la délivrance d’accréditations et de l’autre, des installations décentes (tribunes, téléphones, etc.) de façon à permettre à ses membres de remplir leur rôle d’informateurs dans les meilleures conditions.

## Les sections régionales de l'UJSF
- Section Alsace
- Section Aquitaine
- Section Auvergne
- Section Bourgogne
- Section Centre Poitou-Charentes
- Section Champagne-Ardenne
- Section Corse
- Section Côte d'Azur
- Section Garonne
- Section Ile-de-France
- Section Languedoc Roussillon
- Section Limousin
- Section Lorraine Franche-Comté
- Section Nord Pas de Calais-Picardie
- Section Normandie
- Section Ouest
- Section Provence
- Section Rhône-Alpes

## Les événements UJSF
- Congrès National
- Les Universités sportives d'été UNCU-UJSF (publiée aux éditions de la Maison des sciences de l'homme d'Aquitaine).
- Prix LCL-UJSF en partenariat avec le LCL
- Micros d'Or
- Prix Sport Scriptum en partenariat avec la Fondation FDJ
- Trophée des champions
- Le National UJSF-Audiens de golf ( tout les ans au golf international barrière la baule)

## Partenaires de l'UJSF
- Ministère des Sports et des Jeux olympiques et paralympiques
- Comité national olympique et sportif français
- Union nationale des clubs universitaires
- Fédération française de football
- Fédération française de rugby
- Fédération française de basket-ball
- Fédération française de handball
- Ligue de football professionnel
- Ligue nationale de rugby
- Ligue nationale de basket-ball
- Ligue nationale de handball
- Ligue nationale d'athlétisme
- LCL
- Club Auto
- Pacific Ricard
- Simply Hotels
- Sports Akileïne